# Luis Solano
Luis Miguel Solano Novo (Santiago de Compostela, 1972 ) es un editor español. 

## Trayectoria
Licenciado en Derecho por la Universidad de Santiago, realizó un máster en Administración y Dirección de Empresas. Trabajó primero como consultor y luego fue directivo del Grupo Planeta .
En 2005 fundó en Barcelona la editorial Libros del Asteroide, empresa que en 2008 recibió el Premio Nacional a la Mejor Obra Editorial Cultural. En 2021 había editado más de 260 títulos y vendido más de un millón de ejemplares. 

#### Obras
- Cosas (original: Cousas ), de Alfonso Rodríguez Castelao, en tándem con Domingo Villar. Barcelona, Libros del Asteoride, 2021.